# Denis Popović
Denis Popovič (sinh ngày 15 tháng 10 năm 1989 ở Celje) là một cầu thủ bóng đá người Slovenia thi đấu ở vị trí tiền vệ cho Zürich.